# حكام المايا

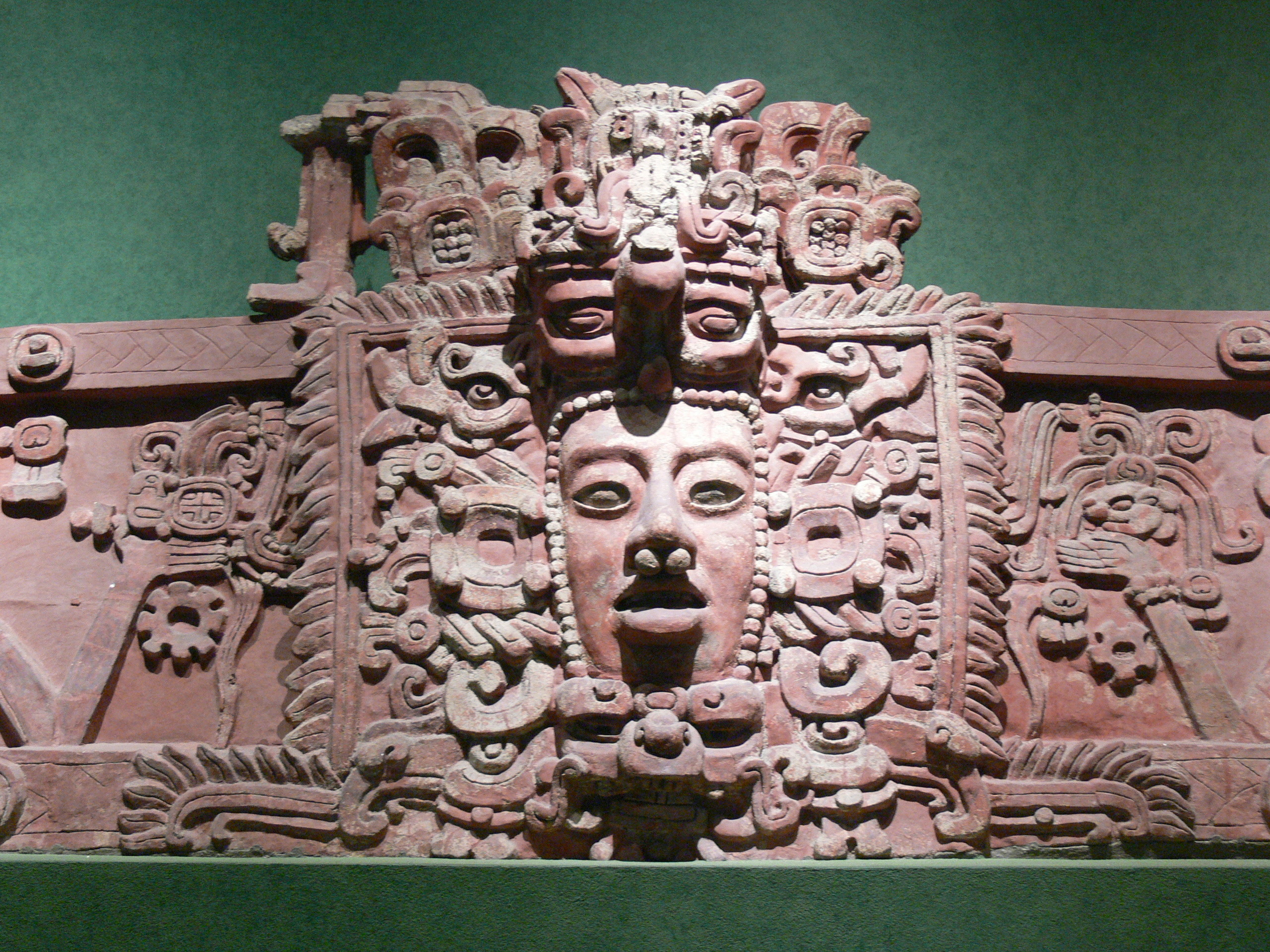

حكام المايا كان ملوك المايا مراكز القوة لحضارة المايا. تم التحكم في كل مدينة من مدن المايا من قبل سلالة من الملوك.

## رموز القوة
شعر ملوك وملكات المايا بضرورة إضفاء الشرعية على مطالبهم بالسلطة. إحدى الطرق للقيام بذلك هي بناء المعابد أو الأهرام.ومثال ذلك:
معبد تيكال الأول تم بناء هذا المعبد في عهد يكين تشان كعاويا.
معبد النقوش يعتبر الرمز الأعلى للتأثير والقوة في بالينكي.

## توسيع
باكال وأسلافه لم يبنوا المعابد والأهرام فقط. لقد وسعوا مدنيّتهم إلى إمبراطورية مزدهرة. تحت حكم يكين تشان كاوويل، وغزا الكثير من المدن المنافسة مما شكل ما يمكن أن يشار إليه باسم دولة المدينة الفائقة.

## المسؤوليات
كان من المتوقع أن يكون ملك المايا قائدًا عسكريًا وغالبا ما يقوم بغارات ضد دول المدينة المنافسة. وقدم ملوك المايا دمه إلى الآلهة.

## مزيد من القراءة
- Lucero، Lisame Joyce (2006). Water and Ritual: The Rise and Fall of Classic Maya Rulers. Austin, TX: University of Texas Press. ISBN:0292709994. OCLC:61731425. مؤرشف من الأصل في 2022-06-21.

- Tiesler، Vera and Andrea Cucina (2006). Janaab' Pakal of Palenque: Reconstructing the Life and Death of a Maya Ruler. Tucson, AZ: University of Arizona Press. ISBN:0-8165-2510-2. OCLC:62593473.